# 环境质量
环境质量是反映人群的具体要求而形成的对环境评定的一种概念，它是指在一个具体的环境内，环境的总体或环境的某些要素，对人群的生存和繁衍以及经济发展的适宜程度。在对环境质量进行分析评价传统方法往往局限于某一特定的空间尺度下，很少进行多尺度的综合分析评价。